# لا تیبل
لا تیبل (به فرانسوی: La Table) یک کمون در فرانسه است که در Canton of La Rochette واقع شده‌است.

## خصوصیات
لا تیبل ۱۴٫۸۵ کیلومترمربع مساحت و ۳۵۰ نفر جمعیت دارد.